# ヘツロン
ヘツロン（ヘブライ語：חֶצְרוֹן）は、旧約聖書に登場する人名、氏族名または地名。
1. ルベンの息子で、ヘツロン族の祖。
2. ペレツの息子で、ユダの孫。ダビデ王の先祖。
3. ユダ族の相続地の南、カデシュ・バルネアとアダルの間にある地名。